# Coupe d'Irlande de football 2010
Navigation
Édition précédente Édition suivante
La Coupe d'Irlande de football 2010 est la 90e édition de la Coupe d'Irlande de football organisée par la Fédération d'Irlande de football. La compétition a commencé le 21 mars 2010, pour se terminer le 14 novembre 2010. Le vainqueur gagne le droit de participer à la Ligue Europa 2011-2012 et à la Setanta Sports Cup 2011.

## Déroulement de la compétition

### Nombre d'équipes par divisions et par tour
Un total de 47 équipes participent à cette édition de la Coupe d'Irlande.
25 équipes disputent les deux premiers tours qualificatifs, et quinze d'entre elles bénéficient par tirage au sort d'une exemption du premier tour. Ces équipes sont issues des divisions inférieures : 5 du A championship, 16 clubs participants aux championnats régionaux et 5 clubs juniors.
Les 22 équipes de Premier Division et First Division accèdent directement au troisième tour.

### Calendrier
- Premier tour le 21 mars 2010
- Deuxième tour le 16 mai 2010
- Troisième tour
- Huitièmes de finale
- Quarts de finale
- Demi-finale
- Finale le 14 novembre 2010

## Premier tour
Le tirage au sort a eu lieu le 10 mars 2010. Les matchs auront lieu le dimanche 21 mars 2010.
| Club (division)                 | Score | Club (division)                   | Lieu de la rencontre | Date    |
| ------------------------------- | ----- | --------------------------------- | -------------------- | ------- |
| Tolka Rovers (Leinster)         | 2-1   | Wayside Celtic (Munster)          | Dublin               | 21 mars |
| Crumlin United (Leinster)       | 1-0   | Drogheda Town (Leinster)          | Crumlin              | 21 mars |
| Dublin Bus (Leinster)           | 4-1   | Cobh Ramblers FC (A Championship) | Dublin               | 21 mars |
| Cherry Orchard (Leinster)       | 1-1   | Tullamore Town (A Championship)   | Dublin               | 21 mars |
| Tullamore Town (A Championship) | 4-1   | Cherry Orchard (Leinster)         | Tullamore            |         |
| Bonagee United (Ulster)         | 2-1   | Clonmel United (Munster)          | Letterkenny          | 21 mars |

## Deuxième tour
Le tirage au sort a eu lieu le 10 mars 2010. Les matchs doivent se jouer lors du week-end se terminant le 16 mai 2010.
| Club (division)                 | Score | Club (division)                   | Lieu de la rencontre | Date   |
| ------------------------------- | ----- | --------------------------------- | -------------------- | ------ |
| Tullamore Town                  | 2-1   | Fairview Rangers                  | Tullamore            | 16 mai |
| Malahide United (Leinster)      | 2-1   | Drogheda Town (Leinster)          | Malahide             | 16 mai |
| Fanad United (Ulster)           | 1-2   | Dublin Bus                        |                      | 16 mai |
| Bluebell United                 | 2-1   | Pike Rovers                       |                      | 16 mai |
| Rockmount                       | 1-2   | Avondale United                   |                      | 16 mai |
| Bonagee United                  | 1-1   | Crumlin United                    |                      | 16 mai |
| Crumlin United                  | 1-0   | Bonagee United                    |                      |        |
| Regional United                 | 0-2   | Belgrove                          |                      | 16 mai |
| Glenville                       | 1-0   | UC Cork                           |                      | 16 mai |
| Tralee Dynamos (A championship) | 2-2   | Tolka Rovers                      | Tralee               | 16 mai |
| Tolka Rovers                    | 3-0   | Tralee Dynamos                    |                      |        |
| FC Carlow (A championship)      | 1-0   | Castlebar Celtic (A championship) | Carlow               | 16 mai |

## Troisième tour
Le tirage au sort a eu lieu le 17 mai 2010. Les matchs doivent se jouer lors du week-end se terminant le 6 juin 2010. Le troisième tour est marqué par l’entrée en lice des clubs professionnels de Premier et First division. Le tenant du titre, Sporting Fingal FC reçoit le club de Galway Mervue United. Deux clubs de Premier league s’affrontent dès leur entrée dans la compétition : St. Patrick's Athletic FC et Dundalk FC.
| Club (division)       | Score | Club (division)           | Lieu de la rencontre | Date   |
| --------------------- | ----- | ------------------------- | -------------------- | ------ |
| Glenville             | 1-7   | Bohemian FC               | Richmond Park        | 6 juin |
| Dublin Bus            | 0-2   | Shelbourne FC             | Tolka Park           | 4 juin |
| Drogheda United       | 1-2   | UC Dublin                 |                      | 4 juin |
| Cork City FORAS Co-op | 1-1   | Bluebell United           | Turner's Cross       | 4 juin |
| Bluebell United       | 0-1   | Cork City FORAS Co-op     |                      | 8 juin |
| Longford Town         | 1-0   | Waterford United          |                      | 4 juin |
| Limerick FC           | 2-0   | Tolka Rovers              |                      | 4 juin |
| Galway United         | 5-0   | Malahide United           |                      | 4 juin |
| Shamrock Rovers       | 5-1   | Wexford Youths            | Tallaght Stadium     | 4 juin |
| Derry City FC         | 1-1   | Bray Wanderers            | Brandywell Stadium   | 4 juin |
| Bray Wanderers        | 3-2   | Derry City FC             | Carlisle Grounds     | 8 juin |
| Tullamore Town        | 1-3   | Salthill Devon            |                      | 5 juin |
| Finn Harps            | 3-0   | Crumlin United            | Finn Park            | 4 juin |
| FC Carlow             | -     | Monaghan United           | Carlow               | 6 juin |
| Dundalk FC            | 0-1   | St. Patrick's Athletic FC | Oriel Park           | 4 juin |
| Belgrove              | 2-1   | Avondale United           |                      | 5 juin |
| Sporting Fingal FC    | 1-1   | Mervue United             | Morton Stadium       | 4 juin |
| Mervue United         | 0-4   | Sporting Fingal FC        |                      | 8 juin |
| Sligo Rovers          | 1-0   | Athlone Town              |                      | 4 juin |

## Huitièmes de finale
Le tirage au sort a eu lieu le 7 juin 2010. Les matchs doivent se jouer lors du week-end se terminant le 29 août 2010. Deux des grands clubs dublinois se rencontrent : Bohemian FC et Shelbourne FC.
| Club (division)           | Score        | Club (division)    | Lieu de la rencontre | Date    |
| ------------------------- | ------------ | ------------------ | -------------------- | ------- |
| Galway United             | 1-1          | Salthill Devon     |                      | 29 août |
| Salthill Devon            | 1-3          | Galway United      |                      |         |
| UC Dublin                 | 3-2          | Bray Wanderers     |                      | 29 août |
| Finn Harps                | 0-1          | Sligo Rovers       |                      | 29 août |
| Bohemian FC               | 1-0          | Shelbourne FC      |                      | 29 août |
| Cork City FORAS Co-op     | 0-1          | Monaghan United    |                      | 29 août |
| Longford Town             | 1-2          | Shamrock Rovers    |                      | 29 août |
| St. Patrick's Athletic FC | 2-0          | Belgrove FC        |                      | 29 août |
| Sporting Fingal FC        | 2-2          | Limerick FC        |                      | 29 août |
| Limerick FC               | 0-0 3tab à 4 | Sporting Fingal FC |                      |         |

## Quarts de finale
| Club (division)           | Score | Club (division)    | Lieu de la rencontre | Date              |
| ------------------------- | ----- | ------------------ | -------------------- | ----------------- |
| Bohemian FC               | 3-0   | Bray Wanderers     | Dalymount Park       | 17 septembre 2010 |
| St. Patrick's Athletic FC | 3-1   | Sporting Fingal FC | Richmond Park        | 18 septembre 2010 |
| Shamrock Rovers           | 6-0   | Galway United      | Tallaght Stadium     | 17 septembre 2010 |
| Sligo Rovers              | 3-0   | Monaghan United    | Showgrounds          | 18 septembre 2010 |

## Demi-finale
| Demi-finale 1   | Bohemian FC | 0-1 | Sligo Rovers | Dalymount Park, Dublin |  |
| 15 octobre 2010 |             | (-) |              |                        |  |

Les Sligo Rovers se qualifient pour leur deuxième finale de coupe de l'année, après celle - remportée - de la Coupe de la Ligue
| Demi-finale 2   | Shamrock Rovers | 2-2 | St. Patrick's Athletic FC | Tallaght Stadium, Dublin |  |
| 17 octobre 2010 |                 | (-) |                           |                          |  |

| Demi-finale 2, match à rejouer | St. Patrick's Athletic FC | 0-1   | Shamrock Rovers  | Richmond Park, Dublin                           |                                                 |
| 19 octobre 2010                |                           | (0-0) | Chris Turner 70e | Spectateurs : 4 200 Arbitrage : Thomas Connolly | Spectateurs : 4 200 Arbitrage : Thomas Connolly |

## Finale
| Finale                 | Sligo Rovers    | 0-0 ap | Shamrock Rovers | Aviva Stadium, Dublin |  |
| 14 novembre 2010 15:30 |                 | (0-0)  |                 |                       |  |
| 14 novembre 2010 15:30 | Tirs au but 2-0 |        |                 |                       |  |